# Weißkehlfrankolin
Der Weißkehlfrankolin (Campocolinus albogularis, Syn.: Peliperdix albogularis) ist eine Vogelart aus der Familie der Fasanenartigen (Phasianidae).

## Merkmale

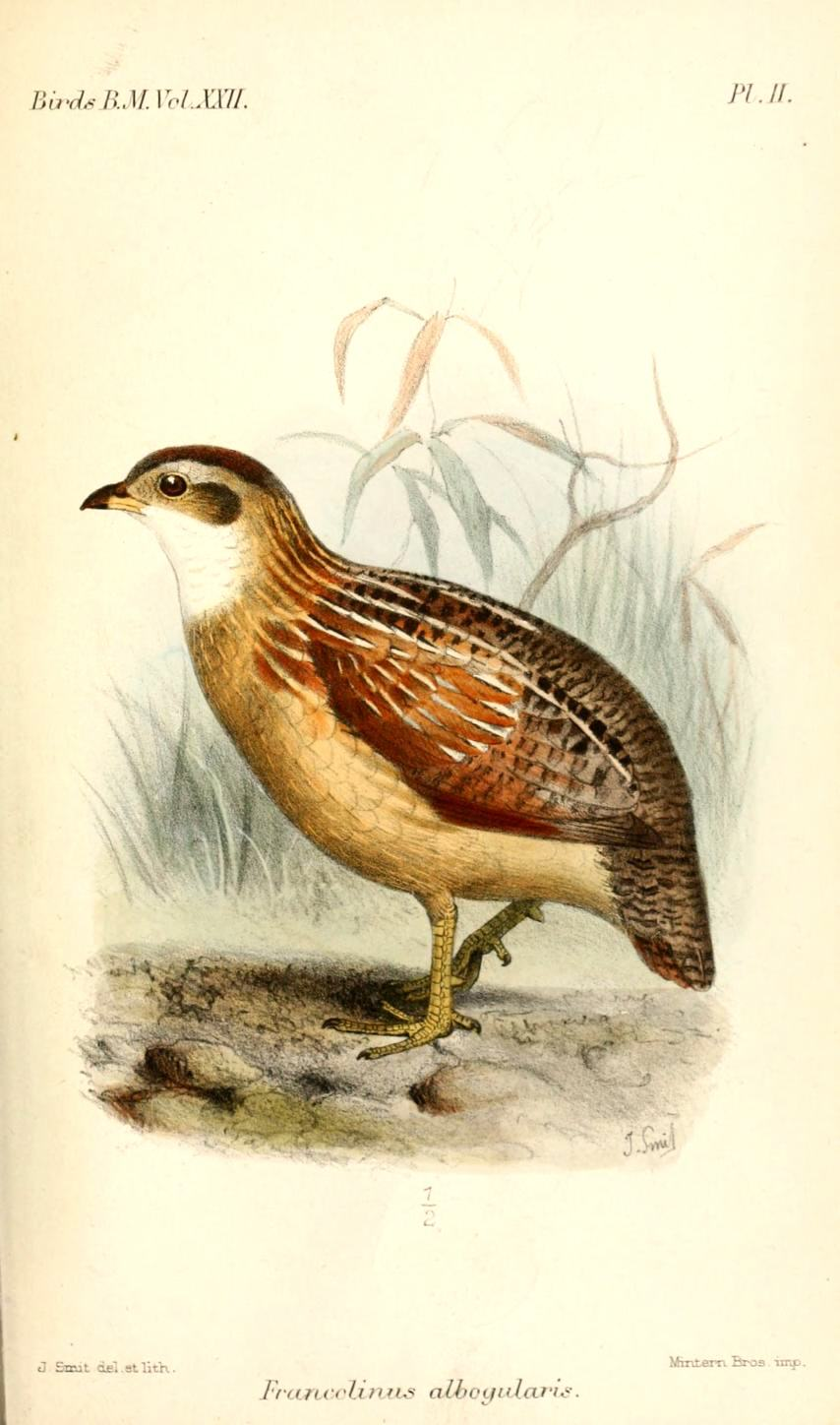
Weißkehlfrankolin, Illustration

Männchen und Weibchen sind sich sehr ähnlich. Die Hähne haben eine graue Stirn mit rotbraunen Flecken. Das Gesicht ist vorwiegend weiß, nur die Ohrdecken sind grau und unter den Augen und an den Seiten des Halses ist das Gefieder dunkelgelb. Die Oberseite ist braungrau, die Flügeldecken sind kastanienbraun, die Federschäfte sind cremeweiß und schwach rot-gelb gebändert. Die Seitenfedern am Schwanz sind rotbraun. Kinn und Kehle sind ganz weiß, die übrige Unterseite ist ockergelb. Brust und Flanken sind mit einigen rötlichen Längsstreifen verziert.
Die Hennen unterscheiden sich nur durch ihre zart schwarzweiß gebänderte Brust und Flanken.

## Verbreitung
Der Weißkehlfrankolin ist in drei unzusammenhängenden Gebieten im Senegal sowie von der Elfenbeinküste bis Kamerun und in Zaire, Sambia und Angola verbreitet. Er lebt in offenem Gelände wie Savannen, lückenhaft bewachsenem Hügelland und verlassenen Feldern.

## Lebensweise
Die Stimme der Hähne ist der des Coquifrankolins sehr ähnlich, die Rufe werden aber schneller aufeinanderfolgend ausgestoßen. Ein Gelege besteht aus 4–7 hellbraunen gesprenkelten Eiern.

## Unterarten
Es sind  drei Unterarten anerkannt.
- Campocolinus albogularis albogularis (Hartlaub, 1854) kommt in Senegal und Gambia bis zur Elfenbeinküste vor.
- Campocolinus albogularis buckleyi (Ogilvie-Grant, 1892) kommt vom Osten der Elfenbeinküste bis in den Norden Kameruns vor.
- Campocolinus albogularis dewittei (Chapin, 1937) ist im Südosten der Demokratischen Republik Kongo, dem Nordwesten Sambias und dem Osten Angolas verbreitet.

Peliperdix albogularis meinertzhageni (White, CMN, 1944) wird heute als Synonym von C. a. dewittei betrachtet.